# Andreas Däscher
Andreas Däscher, né le 9 juin 1927, mort le 4 août 2023 à Meilen, est un sauteur à ski suisse.

## Biographie
Malgré des résultats modestes, il a révolutionné la discipline en mettant au point une nouvelle technique de vol en collant les bras le long du corps. Elle a rapidement été copiée par l'ensemble des sauteurs (lors des Jeux olympiques de Cortina d'Ampezzo 1956 auxquels il a participé, le Finlandais Antti Hyvärinen s'est imposé avec cette technique), avant d'être remplacée par le style en V développé dans les années 1980.

## Palmarès

### Jeux Olympiques
| Épreuve / Édition | [[Saut à ski aux Jeux olympiques de 1948\|St-Moritz 1948]] | [[Saut à ski aux Jeux olympiques de 1952\|Oslo 1952]] | [[Saut à ski aux Jeux olympiques de 1956\|Cortina d'Ampezzo 1956]] | [[Saut à ski aux Jeux olympiques de 1960\|Squaw Valley 1960]] |
| Individuel        | 17e                                                        | 16e                                                   | 6e                                                                 | 20e                                                           |